# アブロ 730
アブロ 730
コンセプト・イメージ
- 用途：高速偵察機、爆撃機
- 設計者：J. R. Ewans[1]
- 製造者：アブロ
- 運用者：イギリス空軍
- 運用状況：1957年計画中止

アブロ 730（Avro 730）はイギリス空軍（RAF）のマッハ3を予定した偵察機・爆撃機。実用化された場合には、戦略核攻撃部隊の3Vボマーを代替し、イギリスの核抑止の一環となるはずであった。この計画は、他の有人航空機計画と同様に、1957年の防衛白書に基づいて中止された。

## 開発
冷戦前期、RAFの3Vボマーはイギリスの核抑止任務を与えられていた。爆撃前、爆撃後双方において、3Vボマーを支援するための長距離・超音速戦略偵察機の必要性が認識されていた。1954年には、運用要求330が出され、防御網を突破してソ連に侵入する航空機が求められた。予定された機種は、高度60,000 ft（18,300 m）においてマッハ 2.5の巡航が可能で、最高速度はマッハ 3に達し、航続距離は5,754 mi（9,260 km）とされた。その時点では、世界的に見ても最も野心的な高性能航空機であった。
航空機メーカー3社が試案を提出した。ハンドレページHP.100、ヴィッカース SP4及びアブロ 730である。全ての案が未来的なデルタ翼か、針のような細い機体であり、HP.100では10基、SP4では16基、730では8基のエンジンが装備されることとなっていた。1955年半ばにアブロの案が採用され、開発が始められることとなった。アブロ 730の開発支援のためブリストル 188が製造され、翼形や、後には長時間の超音速飛行を実施した際の金属材料への影響が調べられた。爆撃能力が追加要求されたこともあり、10種類ものプロトタイプが提案された。
最初のプロトタイプはアブロ 731という名称が与えられたが、3/8スケールの試験機で、1959年に飛行が予定された。このプロトタイプの製造中に、国防大臣のDuncan Sandysが計画の中止を発表した。アブロ 730が実用化される10年後には、ソ連の対空ミサイルに対応できなくなると考えられたためである。アブロ 730の中止にもかかわらず、ブリストル 188の開発は継続された。アブロ 730の開発は、ファーンボロのロイヤル・エアクラフト・エスタブリッシュメントにおける超音速輸送機の研究に貢献し、後にはコンコルドの開発を影で支えることとなった。

## 設計

### 偵察機型
アブロ 730はカナード型の翼配置を採用し、低速時にトリム抗力を低減する一方、揚力を増すことができた。胴体は細長く、高いファインネスレシオ（fineness ratio）となっていた。少しテーパーしていたが、ほぼ矩形の翼は、胴体の中央に取り付けられた。アームストロング・シドレー P.156エンジンが、翼端上下のポッドに収められ、計4基が装備されることとなっていた。ファインネスレシオを維持するため、従来型のキャノピーは採用されず、機体側面に小さな窓があるだけで、離着陸時には収納式のペリスコープを用いた。乗員はパイロット、航法担当、レーダー担当の3人であった。この最初の案は、純粋に偵察機として設計され、Red Drover側面監視レーダーを装備し、後続する3Vボマーの爆撃目標を見つけることを意図した。

### 偵察爆撃機型

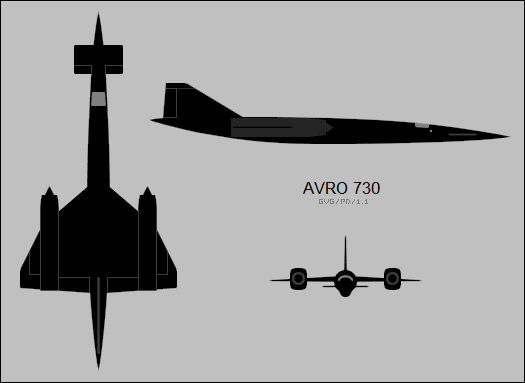
アブロ 730偵察爆撃型の三面図

開発が進むに連れて、レーダーのアンテナは当初の予想より小さく出来ることが分かり、機内にかなりのスペースが生まれた。RAFはレーダー偵察だけでなく爆撃も副次的な任務とすることとし、このスペースを長い爆弾倉とし、武器または内部増槽を収納できるように求めた。高速爆撃機に関しては、運用要求OR.336として他の計画があったが、この二つの計画が合体して新しく運用要求RB.156が生まれた。このため、設計の大幅な変更が必要となった。
新しい案は、当初の案と概ね似てはいたが、全体として大型化し、また翼形も変更された。翼面積を増加させるために、ウィングレットがエンジンポッドの外側に設けられ、全体の形は古典的なデルタ翼に近づいた。主翼全体の2/3に当たるエンジンポッド内翼はおよそ45°の後退角をもち、外翼は60°の後退角となった。エンジンポッドには、片側4基ずつのアームストロング・シドレー P.176が収められ、エンジンは合計8基となった。ポッド全部は円形で、大型のショックコーン1基が取り付けられた。後部に行くに従って、ポッドは四角形に近づき、主翼後端とポッド後端は同一面にあった。矩形のカナード、隠れたコックピット、大型で先端が欠けたデルタ型の垂直尾翼、などは最初の案を受け継いだ。
また、新しい案では乗員は2人に減らされた。爆弾倉は幅は狭かったが、50 ft（15 m）と非常に長く、スタンド・オフ型の核弾頭ミサイルが搭載される予定であった。このため、Blue Rosetteという名称の新型核弾頭の開発も開始された。

## 仕様・性能（偵察爆撃機型）
出典: Polmar
諸元
- 乗員: 2名
- 全長: 49.8 m （77 163 ft 6 in）
- 全高:  （1）
- 翼幅: 18.2 m（59 ft 9 in）
- 翼面積: 185.8 m2 （2,000 ft²）
- 翼型: デルタ翼
- 運用時重量: 100,000 kg （220,000 lb）
- 動力: アームストロング・シドレー P.176 ターボジェット、43.2 kN （9,700 lbf）  × 8

性能
- 最大速度: マッハ3 （2,220 mph） 3,850 km/h
- 巡航速度: マッハ2.5 （1,850 mph） 2,980 km/h
- 航続距離: 9,260 km （5,754 mi） 5,000 nmi
- 実用上昇限度: 20,500 m （66,400 ft）

武装
- ミサイル: ブルーロゼット核ミサイル1 - 2発

## 参考資料
- Bartlett, Christopher John. "The Long Retreat: A Short History of British Defence Policy, 1945-70". Macmillan, 1971.
- Brookes, Andrew J. "V-Force: The History of Britain's Airborne Deterrent ". Jane's, 1982.
- Bud, Robert and Philip Gummett. "Cold War, Hot Science: Applied Research in Britain's Defence Laboratories, 1945-1990". NMSI Trading Ltd, 2002. ISBN 1-90074-747-2.
- Buttler, Tony. "British Secret Projects: Jet Bombers Since 1949". Midland, 2003. ISBN 1-85780-130-X.
- Lewis, Peter M. H. "The British Bomber Since 1914: Sixty-Five Years of Design and Development". Putnam, 1980. ISBN 0-37030-265-6.
- Polmar, Norman. "Spyplane: The U-2 History Declassified". Zenith Imprint, 2001. ISBN 0-76030-957-4.